# Eva Maria Sirowatka
Eva Maria Sirowatka (* 21. Juni 1917 in Krausen, Landkreis Rößel als Eva Maria Wiesemann; † 16. Januar 1988 in Emmelshausen) war eine deutsche Schriftstellerin.

## Leben
Die Lehrerstochter wuchs in Neu Wuttrienen (polnisch Chaberkowo) im Kreis Allenstein auf. Das Lyzeum besuchte sie in Allenstein.  Ihre weitere Ausbildung erhielt sie an der Kunstakademie Königsberg. Nach der Flucht und Vertreibung Deutscher aus Mittel- und Osteuropa 1945–1950 lebte sie ab 1951 in Emmelshausen bei Koblenz.
Das literarische Werk von Sirowatka umfasst Romane, Erzählungen, Jugendbücher und Gedichte. Häufig spielen ihre zum Teil mundartlich geprägten Geschichten in Masuren. Einige ihrer Bücher erfuhren mehrere Auflagen. Onkelchens Brautschau erscheint zudem gesprochen von Ruth Maria Wagner auf einem kommerziellen Tonträger. Eine Großzahl ihrer Werke veröffentlichte die Autorin bei Johannes Kiefel in Wuppertal-Barmen.

## Werke

### Bücher (Auswahl)
- Anka und ihr Dackel Nicki. F. Schneider, München, Wien 1969
- Der seltsame Stern. Kiefel, Wuppertal-Barmen 1980
- Mit einem Ausritt fing es an. Kibu, Menden/Sauerland 1981
- Frühe Gedichte. Henn, Kastellaun 1981
- Man kann nicht alles haben. Mit Bildern von Angelika Brose. Zweipunkt-Verlag, Neu-Isenburg 1981
- Frühstück mit Herrn Schulrat. Schmunzelgeschichten aus Masuren. Rowohlt, Reinbek bei Hamburg 1982
- Der wundersame Stern und andere ostpreußische Geschichten zum Weihnachtsfest. Rautenberg, Leer (Ostfriesland) 1982
- Zeit der Bewährung. Spectrum-Verlag, Stuttgart 1982
- Die kleine lustige Hexe Tilli-Tulla und das Schlossgespenst. Kibu, Menden/Sauerland 1984
- Mein Freund, der kleine Kater Minko. Kibu, Menden (Sauerland) 1984
- Steht ein Haus im Osten. Gedichte. Husum-Druck- und Verl.-Ges., Husum 1984
- Die Kraniche kehren wieder. Ein Ostpreußenroman. Husum-Druck- und Verl.-Ges., Husum 1985
- Ein Haus voller Tiere. Roman, Rowohlt, Reinbek bei Hamburg 1985
- Onkelchens Brautschau. Masurische Schmunzelgeschichten. Husum-Druck- und Verl.-Ges., Husum 1986
- (als Hrsg.): Königsberg. Die goldene Stadt im Osten. Orion-Heimreiter, Kiel 1987
- Ich weiß ein Land. Ein Ostpreußenbuch. Husum-Druck- u. Verl.-Ges., Husum 1988
- Anjas Freunde sind die Tiere. Herold-Verlag, Stuttgart 1988
- Masuren lächelte mir zu. Geschichten von einst und jetzt. Rowohlt, Reinbek bei Hamburg 1991

### Tonträger
- Masurische Schmunzel-Geschichten. (CD/Audiobook; Sprecherin: Ruth Maria Wagner). Rautenberg in der Verlags-Haus-Würzburg, Würzburg 2003.